# 西門特維爾 (印地安納州)
西門特維爾（英語：Cementville）是位於美國印地安納州克拉克縣的一個非建制地區。該地的面積和人口皆未知。

## 地理
西門特維爾的座標為38°20′59″N 85°44′46″W / 38.34972°N 85.74611°W，而該地的平均海拔高度為141米（即463英尺）。